# Euphyia selmae
Euphyia selmae là một loài bướm đêm trong họ Geometridae.